# Guirim
Guirim è una suddivisione dell'India, classificata come census town, di 6.371 abitanti, situata nel distretto di Goa Nord, nello territorio federato di Goa. In base al numero di abitanti la città rientra nella classe V (da 5.000 a 9.999 persone).

## Geografia fisica
La città è situata a 15° 34' 60 N e 73° 47' 60 E e ha un'altitudine di 6 m s.l.m..

## Società

### Evoluzione demografica
Al censimento del 2001 la popolazione di Guirim assommava a 6.371 persone, delle quali 3.272 maschi e 3.099 femmine. I bambini di età inferiore o uguale ai sei anni assommavano a 749, dei quali 388 maschi e 361 femmine. Infine, coloro che erano in grado di saper almeno leggere e scrivere erano 4.477, dei quali 2.461 maschi e 2.016 femmine.